# Tirrena-Adriàtica 1988
La Tirrena-Adriàtica 1988 va ser la 23a edició de la Tirrena-Adriàtica. La cursa es va disputar en sis etapes, la darrera d'elles dividida en dos sectors, entre l'11 i el 17 de març de 1988, amb un recorregut final de 929,9 km.
El vencedor de la cursa fou el suís Erich Maechler (Carrera Jeans), que s'imposà al seu compatriota Toni Rominger (Chateau d'Ax) i al vencedor de l'edició anterior, el danès Rolf Sorensen (Ariostea), segon i tercer respectivament.

## Etapes
| Etapa | Data       | Recorregut                            | Km    | Vencedor d'etapa         | Líder de la general  |
| ----- | ---------- | ------------------------------------- | ----- | ------------------------ | -------------------- |
| 1a    | 11 de març | Bacoli - Bacoli                       | 10,6  | Phil Anderson (AUS)      | Phil Anderson (AUS)  |
| 2a    | 12 de març | Bacoli - Cassino                      | 202,0 | Adriano Baffi (ITA)      | Phil Anderson (AUS)  |
| 3a    | 13 de març | Cassino - Paglieta                    | 182,0 | Erich Maechler (SUI)     | Erich Maechler (SUI) |
| 4a    | 14 de març | Paglieta - Monte Urano                | 228,0 | Maurizio Fondriest (ITA) | Erich Maechler (SUI) |
| 5a    | 15 de març | Porto Recanati - Appignano            | 207,0 | Eric Vanderaerden (BEL)  | Erich Maechler (SUI) |
| 6a A  | 16 de març | Grottamare - S.B del Tronto           | 82,0  | Adriano Baffi (ITA)      | Erich Maechler (SUI) |
| 6a B  | 16 de març | S.B del Tronto - S.B del Tronto (CRI) | 18,3  | Erich Maechler (SUI)     | Erich Maechler (SUI) |

## Classificació general
|    | Ciclista                  | Equip              | Temps       |
| -- | ------------------------- | ------------------ | ----------- |
| 1  | Erich Maechler (SUI)      | Carrera Jeans      | 24h 46' 34" |
| 2  | Toni Rominger (SUI)       | Chateau d'Ax       | + 16"       |
| 3  | Rolf Soerensen (DEN)      | Ariostea           | + 21"       |
| 4  | Eric Vanderaerden (BEL)   | Panasonic          | + 28"       |
| 5  | Edwig van Hooydonck (BEL) | Superconfex-Yoko   | + 36"       |
| 6  | Maurizio Fondriest (ITA)  | Alfa Lum           | + 41"       |
| 7  | Phil Anderson (AUS)       | TVM                | + 43"       |
| 8  | Michael Wilson (AUS)      | Weinmann-La Suisse | + 49"       |
| 9  | Luca Gelfi (ITA)          | Del Tongo          | + 52"       |
| 10 | Giuseppe Petito (ITA)     | Gis Gelati         | + 56"       |